# Raymond Hamilton
Raymond Hamilton (né le 21 mai 1914 et mort le 10 mai 1935) est un criminel américain membre du Gang Barrow au début des années 1930. Quelques jours avant ses 21 ans, il est exécuté par chaise électrique pour le meurtre d'un gardien de prison.